# Acropora squarrosa
Acropora squarrosa är en korallart som först beskrevs av Ehrenberg 1834.  Acropora squarrosa ingår i släktet Acropora och familjen Acroporidae. IUCN kategoriserar arten globalt som livskraftig. Inga underarter finns listade i Catalogue of Life.